# Halowe Mistrzostwa Świata w Lekkoatletyce 1997 – bieg na 200 m kobiet
Bieg na 200 m kobiet – jedna z konkurencji rozgrywanych podczas halowych mistrzostw świata w lekkoatletyce w 1997. Eliminacje i półfinały miały miejsce 7 marca, finał zaś odbył się 8 marca.
Udział w tej konkurencji brało 28 zawodniczek z 20 państw. Zawody wygrała reprezentantka Grecji Ekaterini Kofa. Drugą pozycję zajęła zawodniczka z Jamajki Juliet Cuthbert, trzecią zaś reprezentująca Rosję Swietłana Gonczarenko.

## Wyniki

### Eliminacje
Źródło:
Bieg 1
| Miejsce | Zawodniczka              | Państwo                              | Wynik | Uwagi |
| ------- | ------------------------ | ------------------------------------ | ----- | ----- |
| 1.      | Melinda Gainsford-Taylor | Australia                            | 23,13 |       |
| 2.      | Merlene Frazer           | Jamajka                              | 23,27 |       |
| 3.      | Virna De Angeli          | Włochy                               | 23,32 |       |
| 4.      | Marina Filipović         | Jugosławia                           | 23,84 |       |
| 5.      | Ameerah Bello            | Wyspy Dziewicze Stanów Zjednoczonych | 24,34 |       |

Bieg 2
| Miejsce | Zawodniczka            | Państwo           | Wynik | Uwagi |
| ------- | ---------------------- | ----------------- | ----- | ----- |
| 1.      | Juliet Cuthbert        | Jamajka           | 22,76 | SB    |
| 2.      | Jekatierina Grigorjewa | Rosja             | 23,17 | SB    |
| 3.      | Swietłana Bodricka     | Kazachstan        | 23,25 | AR    |
| 4.      | Lauren Hewitt          | Australia         | 23,74 |       |
| 5.      | Chryste Gaines         | Stany Zjednoczone | 23,78 |       |

Bieg 3
| Miejsce | Zawodniczka            | Państwo         | Wynik | Uwagi |
| ------- | ---------------------- | --------------- | ----- | ----- |
| 1.      | Swietłana Gonczarenko  | Rosja           | 23,07 |       |
| 2.      | Pauline Davis-Thompson | Bahamy          | 23,30 | SB    |
| 3.      | Katharine Merry        | Wielka Brytania | 23,82 |       |
| 4.      | Nora Iwanowa           | Bułgaria        | 23,94 |       |
| 5.      | Delphine Combe         | Francja         | 24,31 |       |
| –       | Aksel Gürcan Demirtaş  | Turcja          | DNS   |       |

Bieg 4
| Miejsce | Zawodniczka      | Państwo          | Wynik | Uwagi |
| ------- | ---------------- | ---------------- | ----- | ----- |
| 1.      | Mireille Donders | Szwajcaria       | 23,72 |       |
| 2.      | Yan Jiankui      | Chiny            | 23,73 | NR    |
| 3.      | Donna Fraser     | Wielka Brytania  | 23,78 |       |
| 4.      | Erika Suchovská  | Czechy           | 23,80 |       |
| 5.      | Alenka Bikar     | Słowenia         | 24,08 |       |
| –       | Ruth Mangue      | Gwinea Równikowa | DNS   |       |

Bieg 5
| Miejsce | Zawodniczka       | Państwo           | Wynik | Uwagi |
| ------- | ----------------- | ----------------- | ----- | ----- |
| 1.      | Ekaterini Kofa    | Grecja            | 23,05 | NR    |
| 2.      | Carlette Guidry   | Stany Zjednoczone | 23,43 |       |
| 3.      | Monika Gaczewska  | Bułgaria          | 23,72 |       |
| 4.      | Fabienne Ficher   | Francja           | 23,88 |       |
| 5.      | Elena Apollonio   | Włochy            | 24,10 | PB    |
| 6.      | Sabine Kirchmaier | Austria           | 24,29 |       |

### Półfinały
Źródło:
Bieg 1
| Miejsce | Zawodniczka        | Państwo           | Wynik | Uwagi |
| ------- | ------------------ | ----------------- | ----- | ----- |
| 1.      | Merlene Frazer     | Jamajka           | 22,95 |       |
| 2.      | Ekaterini Kofa     | Grecja            | 22,96 | NR    |
| 3.      | Mireille Donders   | Szwajcaria        | 23,30 | PB    |
| 4.      | Chryste Gaines     | Stany Zjednoczone | 23,31 |       |
| 5.      | Swietłana Bodricka | Kazachstan        | 23,95 |       |
| 6.      | Lauren Hewitt      | Australia         | 23,97 |       |

Bieg 2
| Miejsce | Zawodniczka            | Państwo         | Wynik | Uwagi |
| ------- | ---------------------- | --------------- | ----- | ----- |
| 1.      | Juliet Cuthbert        | Jamajka         | 22,62 | SB    |
| 2.      | Jekatierina Grigorjewa | Rosja           | 23,00 | SB    |
| 3.      | Pauline Davis-Thompson | Bahamy          | 23,04 | SB    |
| 4.      | Virna De Angeli        | Włochy          | 23,39 |       |
| 5.      | Monika Gaczewska       | Bułgaria        | 24,47 |       |
| –       | Katharine Merry        | Wielka Brytania | DNS   |       |

Bieg 3
| Miejsce | Zawodniczka              | Państwo           | Wynik | Uwagi |
| ------- | ------------------------ | ----------------- | ----- | ----- |
| 1.      | Swietłana Gonczarenko    | Rosja             | 22,88 |       |
| 2.      | Carlette Guidry          | Stany Zjednoczone | 23,48 |       |
| 3.      | Erika Suchovská          | Czechy            | 23,63 |       |
| 4.      | Donna Fraser             | Wielka Brytania   | 23,86 |       |
| 5.      | Jiankui Yan              | Chiny             | 24,18 |       |
| –       | Melinda Gainsford-Taylor | Australia         | DSQ   |       |

### Finał
Źródło:
| Miejsce | Zawodniczka            | Państwo           | Wynik | Uwagi |
| ------- | ---------------------- | ----------------- | ----- | ----- |
| 01 !    | Ekaterini Kofa         | Grecja            | 22,76 | NR    |
| 02 !    | Juliet Cuthbert        | Jamajka           | 22,77 |       |
| 03 !    | Swietłana Gonczarenko  | Rosja             | 22,85 |       |
| 4.      | Merlene Frazer         | Jamajka           | 22,88 |       |
| 5.      | Jekatierina Grigorjewa | Rosja             | 23,81 |       |
| –       | Carlette Guidry        | Stany Zjednoczone | DNS   |       |